# Donax canniformis
Donax canniformis är en strimbladsväxtart som först beskrevs av Johann Georg Adam Forster, och fick sitt nu gällande namn av Karl Moritz Schumann. Donax canniformis ingår i släktet Donax och familjen strimbladsväxter. Inga underarter finns listade.

## Bildgalleri

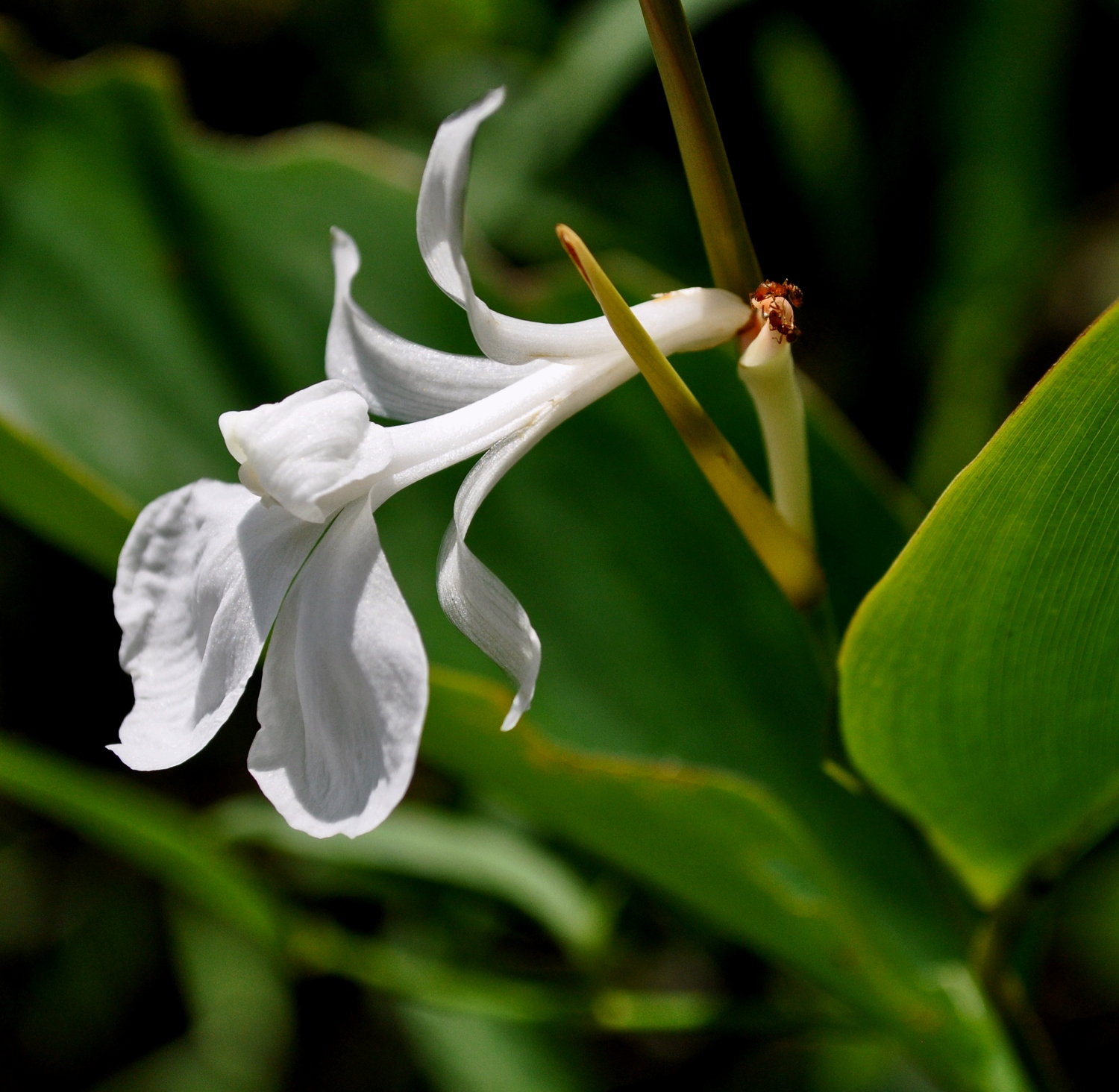
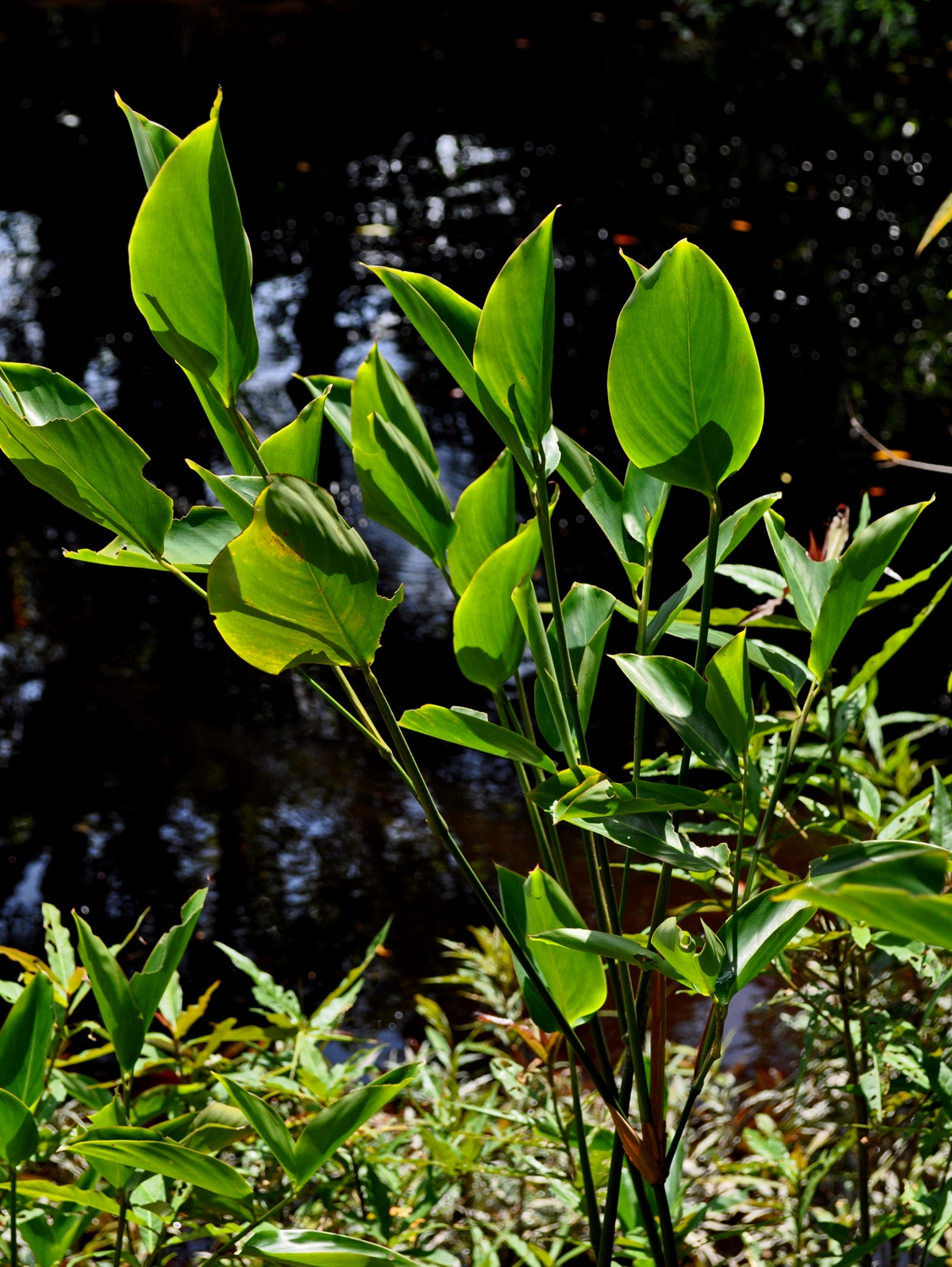
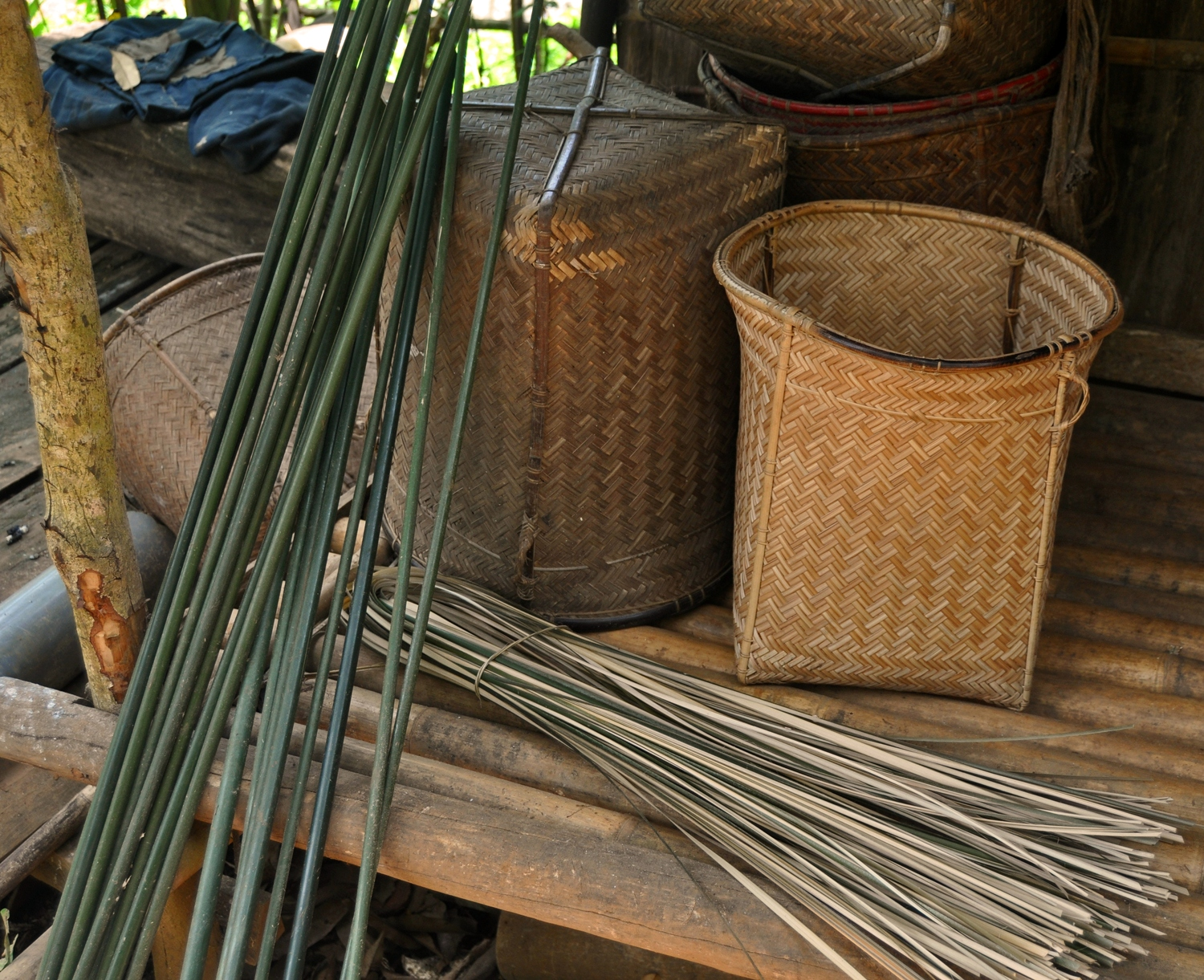